# Крейн, Дэвид
Дэ́вид Кре́йн (англ. David Crane; род. 13 августа 1957, Филадельфия, Пенсильвания, США) — американский сценарист и продюсер. Известен как создатель сериалов «Друзья» и «Эпизоды».

## Жизнь и карьера
Крейн родился в Филадельфии, в семье ведущего телестанции WCAU Джина и Джоан Крейн, евреев по-национальности. Посещал среднюю школу Харритона в Роузмонте, Пенсильвания, и получил степень бакалавра в Брандейском университете.
Крейн — гей, и вместе со своим партнёром Джеффри Клариком является создателем сериалов «Класс» и «Эпизоды».

## Избранная фильмография
- «Эпизоды», 2011—2017 (создатель, сценарист, исполнительный продюсер)
- «Класс», 2006—2007 (создатель, сценарист, исполнительный продюсер)
- «Джесси», 1998—2000 (исполнительный продюсер)
- «Салон Вероники», 1997—2000 (создатель, сценарист, исполнительный продюсер)
- «Друзья», 1994—2004 (создатель, сценарист, исполнительный продюсер)
- «Власть имущие», 1992—1993 (создатель, сценарист)
- «Как в кино», 1990—1996 (создатель, сценарист, продюсер)